# Tegen alle stromen in

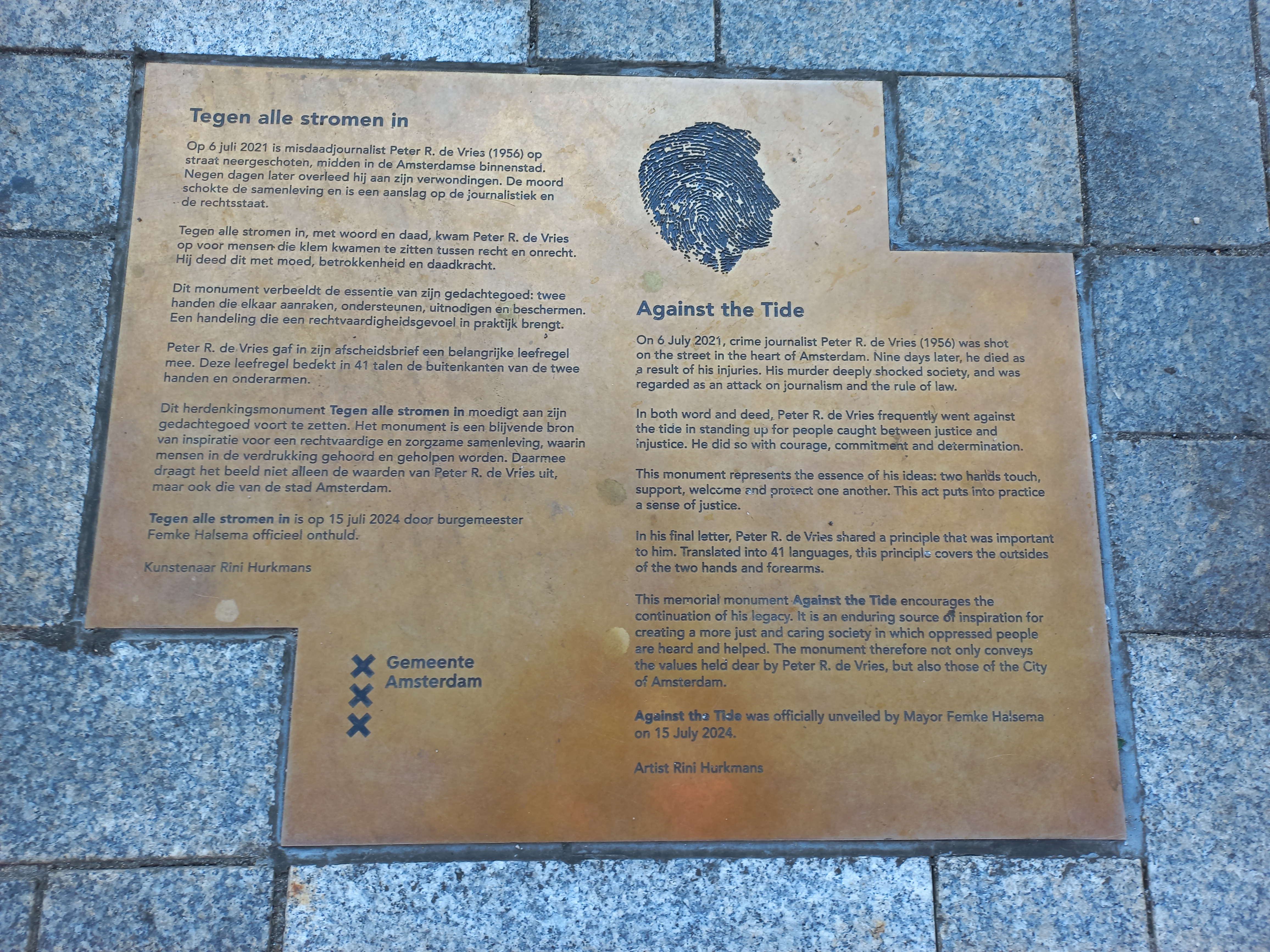
Gedenktegel (juli 2024)

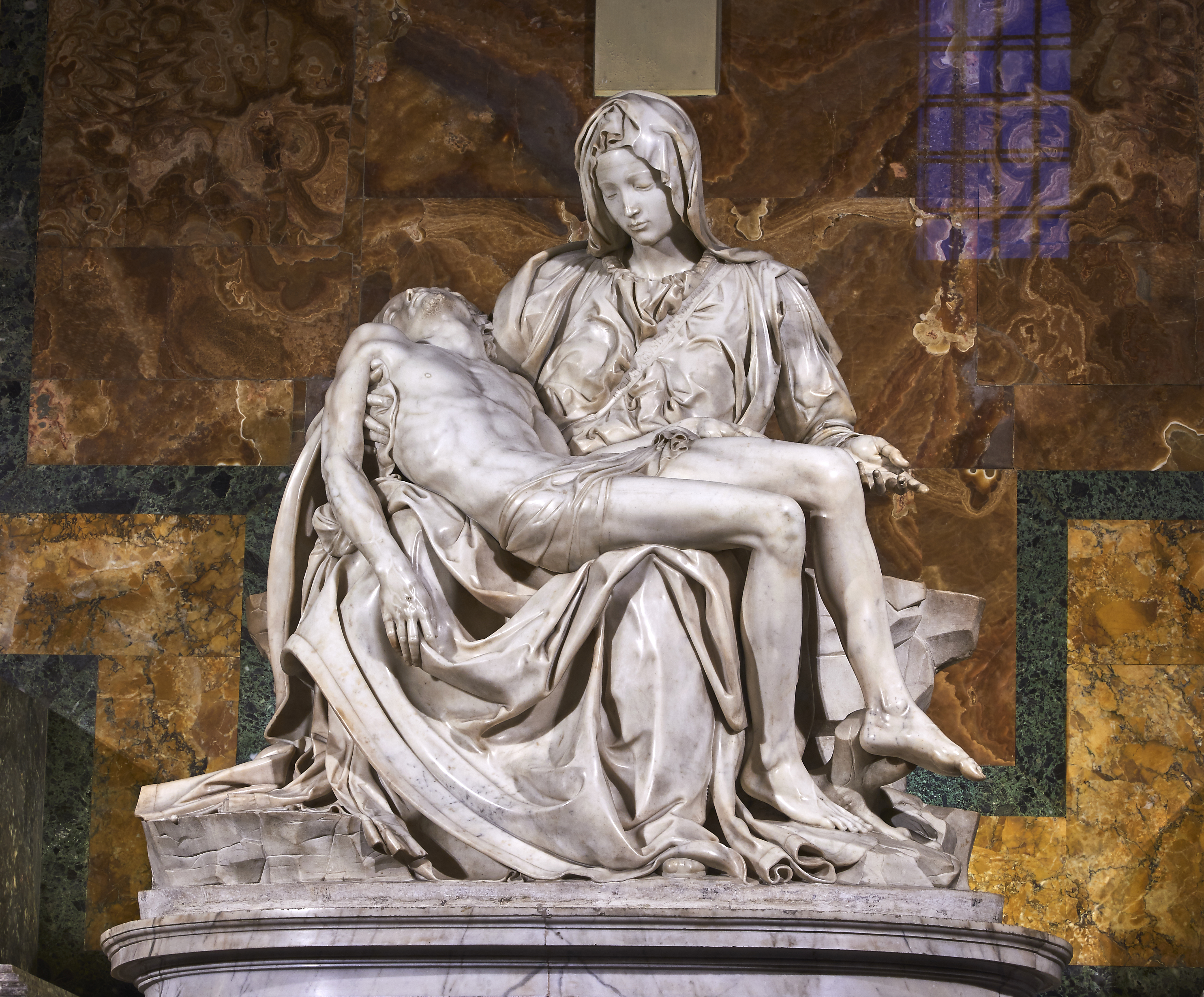
Pieta van Michelangelo (2012)

Tegen alle stromen in is een monument ter nagedachtenis aan misdaadverslaggever Peter R. de Vries. Een bronzen plaquette maakt deel uit van dit kunstwerk in Amsterdam-Centrum.

## Aanleiding
Het voorstel voor een monument kwam vrijwel direct na de moord op Peter R. de Vries op 6 juli 2021 in de Lange Leidsedwarsstraat. De familie De Vries zag niets in een heldenverering via een monument met een portret, büste of iets dergelijks. Bovendien is die straat relatief nauw, waardoor er geen ruimte is voor een monument.  
Vijf gerenommeerde kunstenaars werden gevraagd om een voorlopig ontwerp te maken. Het ontwerp van Rini Hurkmans werd door een kunstcommissie unaniem gekozen. In de commissie zaten onder andere familieleden van De Vries, het stadscuratorium Amsterdam, een vertegenwoordiger van burgemeester Femke Halsema en de ontwerper van het vernieuwde Leidseplein en het Kleine-Gartmanplantsoen. 

## Omschrijving
Rini Hurkmans liet zich voor het ontwerp inspireren door de Pietà van Michelangelo, in het bijzonder de ondersteunende rechterarm en de uitnodigende linkerarm van Maria. 
De kunstenaar stelde een bronzen sculptuur voor; bestaande uit twee handen met onderarmen die elkaar op zo’n manier aanraken dat de ene hand de andere ondersteunt, optilt, helpt, uitnodigt en beschermt. 
Zij ontwierp het beeld zodanig dat de twee groenblauwe armen niet duidelijk een voor- of achterkant hebben. Vanuit verschillende standpunten ziet het beeld er telkens weer anders uit. Ook vond zij dat het beeld benaderbaar moest zijn en dus niet op een sokkel geplaats moest worden.
De plek aan het Leidseplein werd door haar gekozen omdat het op het plein een soort eiland vormde, waar mensen elkaar ontmoetten.  Daarnaast is deze locatie zichtbaar vanuit de studio van RTL 4 voor het televisieprogramma RTL Boulevard. 
Peter R. de Vries, liet in zijn afscheidsbrief voor zijn kinderen een leefregel na:
Blijf wie je bent... Houd als het nodig is je rug recht, kom op voor zwakkeren en minderheden, zeg eerlijk wat je vindt en luister naar je rechtvaardigheidsgevoel. En breng dat weer over naar je kinderen. Dan komt het allemaal goed.
Deze tekst staat in de veertig talen die het meest in Amsterdam gesproken worden én in het brailleschrift in de buitenkant van de armen en onderarmen als het ware ‘getatoeëerd’. De tekst in braille heeft vanwege zijn doel een specifieke grootte.
Velen zien in het monument compassie, vastberadenheid, integriteit, steun en rechtvaardigheid.

## Onthulling
Voor de onthulling was het monument bedekt met een onthullingdoek waarop woorden stonden die door Amsterdammers waren ingestuurd ter inspiratie voor het kunstwerk. Tijdens de onthullingceremonie op 15 juli 2024 werd het doek door slachtoffers en nabestaanden van slachtoffers, voor wie Peter R. de Vries zich hard heeft gemaakte tijdens zijn leven, verwijderd. De onthulling werd door Humberto Tan gepresenteerd en is live uitgezonden door de NPO.
Aanwezig waren dochter Kelly en zoon Royce de Vries, hun moeder Jacqueline de Vries, andere familieleden, burgemeester Femke Halsema, kunstenaar Rini Hurkmans, circa 500 genodigde en vele andere belangstellenden. 
Na toespraken van Femke Halsema, Rini Hurkmans en Kelly de Vries werd de onthulling uiteindelijk afgesloten door het ten gehore brengen van het lied Bedankt mijn vriend van André Hazes.

## Media
Omroep Max zond een aantal dagen later een documentaire uit, een soort ‘Making Of’. Hierin zijn de verschillende stadia van de totstandkoming van het monument te zien. Zo zie je de discussies binnen de kunstcommissie, de kunstenaar die over het werk spreekt in verschillende bijeenkomsten, ziet men opnames van het grondonderzoek, de productie in de  bronsgieterij en tijdens de plaatsing en onthulling van het monument.
Jeroen Henneman schreef over het beeld: "het is een In memoriam, een herinnering". 
Sarah van Binsbergen, kunstrecensent van De Volkskrant schreef het artikel Monument ter nagedachtenis aan Peter R. de Vries onthuld: ‘Tussen de mensen, net als hij’.
Kees Keijer, kunstrecensent van Het Parool, zag dat het beeld vanuit allerlei hoeken een andere indruk maakte; hij zag er naast de oorspronkelijke betekenis ook een “klein applaus” in. 
Toef Jaeger in het NRC (krant), ‘Het gaat om de gelijkwaardige handreiking’.
Sinds de onthulling gaan vele inwoners en toeristen op zoek naar ‘hun taal’.

De stad Amsterdam heeft voor het monument Tegen alle stromen in de Braillepluim 2025 ontvangen. 